# Амос (име)
Амос је хебрејско (библијско) мушко име. Име пророка из Старог завета је Амос.

## Порекло и значење
На хебрејском ово име значи „онај кога је родио Бог“ и изведен је из речи „рођен“ или „донесен“. Према неким изворима ово име означава човека који носи терет. Користи се још у немачком и енглеском језику. У енглеском је почело да се користи након реформације и било је посебно популарно међу пуританцима.

## Имендани
Имендан се слави у Пољској 31. марта и 28. јуна.

## Популарност
У САД је ово име почетком 20. века било међу првих 250 по популарности, али му је она у тој земљи постепено опадала. Ипак, до 2007. задржало се међу првих 1.000 имена. У Британској Колумбији је 1998. било међу првих 500, а у јужној Аустралији је од 1999. до 2007. било међу првих 700.